# الفنحة (حبيش)

تعديل مصدري - تعديل

الفنحة محلة تابعة لقرية نجد السبيح، التابعة لعزلة بني شبيب بمديرية حبيش إحدى مديريات محافظة إب في الجمهورية اليمنية، بلغ تعداد سكانها 66 حسب تعداد اليمن لعام 2004.